# Poecilocalyx setiflorus
Poecilocalyx setiflorus là một loài thực vật có hoa trong họ Thiến thảo. Loài này được (R.D.Good) Bremek. miêu tả khoa học đầu tiên năm 1940.